# Hunnabacken
Hunnabacken är ett naturreservat  i Hörby kommun i Skåne län.
Området är naturskyddat sedan 2016 och är 21 hektar stort. Det består huvudsakligen av enefälad invid byn Elestorp.